# Paul Green (Unternehmen)
Die Paul Green GmbH ist ein Hersteller von Damenschuhen mit Sitz in Mattsee bei Salzburg, Österreich.

## Produkte
Das Unternehmen fertigt ausschließlich Damenschuhe. Die Herstellung erfolgt zu 100 % in Europa. Das Unternehmen zählte 2013 laut einer Analyse der Zeitschrift TextilWirtschaft zu den Top-5-Anbietern von Damenschuhen in Deutschland.
Der Vertrieb erfolgt international nur über ausgewählte Fachhandelspartner. Paul Green Schuhe finden sich in mehr als 2.000 Geschäften und Monostores weltweit.